# 水戸田村
水戸田村（みとだむら）は、かつて富山県射水郡にあった村。

## 沿革
- 1889年（明治22年）4月1日 - 町村制の施行により、射水郡水戸田村、開口村、生源寺村、生源寺新村、生源寺出新村、上若林村、市井村、竹鼻村及び藤巻村の区域をもって、射水郡水戸田村が発足する。
- 1913年（大正2年） - 大字生源寺新、大字生源寺出新の2大字を大字生源寺に統合、7大字となる[2]。
- 1954年（昭和29年）3月1日 - 射水郡大門町、櫛田村、浅井村、二口村及び水戸田村が合併して、射水郡大門町が発足する。合併時点での人口は2,145人、世帯数は371戸[1]。